# Joshiko Saibou
Joshiko Saibou (* 7. März 1990 in Köln) ist ein deutscher Basketballspieler. Er nahm 2021 mit der deutschen Nationalmannschaft an den Olympischen Spielen in Tokio teil.

## Frühe Jahre
Saibou ist der Sohn einer togolesischen Mutter und eines deutschen Vaters. Der Vorname ist allerdings japanisch. Er wuchs in Berlin auf und entdeckte früh sein Interesse am Basketball. Er begann im Alter von sechs Jahren mit dem Basketballtraining beim BSC Berlin.
Nach seinem Wechsel zur „Mini“- Mannschaft nach Berlin-Lichterfelde, die von Marina Zöllner und Vera Pesic trainiert wurde, spielte Saibou von 2000 bis 2006 beim TuS Lichterfelde, der damals eng mit Alba Berlin zusammenarbeitete.
Nach seinem Jahr an der Mount-Si Highschool im US-Bundesstaat Washington wurde er ins Aufgebot Alba Berlins für die Nachwuchs-Basketball-Bundesliga (NBBL) aufgenommen.

## Profikarriere
Mit der Nachwuchsmannschaft von Alba Berlin, aus der als Spieler auch Niels Giffey, Andreas Seiferth, Konstantin Klein und Nico Adamczak hervorgingen, wurde er 2008 unter Trainer Henrik Rödl in der Nachwuchs-Basketball-Bundesliga (NBBL) Zweiter der deutschen U19-Meisterschaft und 2009 deutscher Meisterschaft.
Nach seinem Abitur am Coubertin-Sportgymnasium in Berlin unterschrieb er seinen ersten Profivertrag bei Alba Berlin, wo er unter Luka Pavićević trainierte; die „Löwenanteile“ seiner Einsätze hatte er in Albas zweiter Mannschaft in der Regionalliga, in der er mit guten Leistungen aufwartete.
2010 wurde er von der 2. Bundesliga zum Youngster des Monats November ernannt (Durchschnittlich 11,6 Punkte, 4,0 Rebounds, 3,2 Assists). 2011 verpflichtete sich Saïbou, erneut unter Henrik Rödl, in der Basketball-Bundesliga (BBL) beim TBB Trier, wo er einen Zweijahresvertrag unterzeichnete. Zur Saison 2013/14 wechselte er für ein Jahr in die zweithöchste Spielklasse (ProA) zu den gerade abgestiegenen Gießen 46ers, bei denen er unter Trainer Denis Wucherer zum Mannschaftskapitän ernannt wurde und mit durchschnittlich 14 Punkten, 5 Rebounds und 3,4 Assists mit seiner Mannschaft das Halbfinale erreichte. Durch seine Leistungen in der ProA brachte er sich erneut bei Bundesligisten ins Gespräch.
Zur Saison 2014/15 unterschrieb Saïbou beim Bundesliga-Aufsteiger Crailsheim Merlins. Bei den Merlins konnte Saibou mit guten Leistungen in der Bundesliga auf sich aufmerksam machen. Jedoch gelang der Klassenerhalt nicht und die Mannschaft stieg am Ende der Saison in die ProA ab. Saibou wechselte daraufhin zu den s.Oliver Baskets aus Würzburg, die als Aufsteiger in die Bundesliga zurückgekehrt waren.
2016/17 ging Saïbou zu den Gießen 46ers zurück und verließ den Verein nach einem Jahr, um wieder bei seinem Heimatverein Alba Berlin zu spielen. Anfang November 2017 wurde er erstmals in die deutsche A-Nationalmannschaft berufen. Während der Aufbauspieler die Berliner in der Saison 2017/18 noch durchschnittlich knapp 20 Minuten pro Bundesliga-Begegnung auf dem Feld stand und dabei 9,9 Punkte je Einsatz erzielte, ging seine Spielzeit in der Folgesaison um rund fünf Minuten zurück, auch seine mittlere Punktausbeute halbierte sich. Sowohl 2018 als auch 2019 wurde Saibou mit den Albatrossen deutscher Vizemeister, zudem stand er mit den Berlinern im April 2019 im Endspiel des europäischen Vereinswettbewerbs Eurocup, welches aber gegen Valencia verloren wurde.
In der Sommerpause 2019 wechselte er innerhalb der Bundesliga zu den Telekom Baskets Bonn und erhielt einen Vertrag bis Sommer 2021. Er bestritt insgesamt 17 Bundesliga-Spiele (6,5 Punkte/Spiel) für die Rheinländer. Anfang August 2020 wurde er fristlos entlassen (siehe Abschnitt Kontroverse). Saibou klagte und das Gerichtsverfahren endete mit einem Vergleich. Im Februar 2021 wurde er vom französischen Erstligisten Champagne Basket verpflichtet. Im Juli 2021 unterzeichnete er einen Zweijahresvertrag bei JDA Dijon Basket. Im September 2022 zog er sich in einem Vorbereitungsspiel eine Knieverletzung zu und kam im Spieljahr 2022/23 nicht zum Einsatz.
Mitte September 2023 gab Zweitligist Medipolis SC Jena Saibous Verpflichtung bekannt. Er stand bis zum Ende des Spieljahres 2023/24 in Jena unter Vertrag. Im November 2024 wurde Saibou vom französischen Erstligisten Stade Rochelais Basket verpflichtet, der zu diesem Zeitpunkt den letzten Tabellenplatz belegte.

## Privates
Saibou war mit der Leichtathletin Alexandra Wester liiert. Mit einer neuen Lebensgefährtin wurde er 2023 Vater einer Tochter.

## Kontroverse
Im Mai 2020 veröffentlichte Saibou unter dem Hashtag #AppellandenVerstand ein Video, in dem er bezüglich der Corona-Beschränkungen sagte: „Du gibst das wieder, was Fernsehen, Zeitungen und Politiker Dir sagen. Hinterfrage nichts“ und anfügte: „Selbst, wenn Menschen niedergeschlagen und verhaftet werden. Das ist zum Wohl aller.“ Saibou unterstrich dies mit einem erhobenen Zeigefinger und am Ende des Videos mit dem Anlegen einer Schutzmaske und den Worten: „Also. Blatt vor dem Mund.“ Wolfgang Wiedlich, der Präsident der Bonner Mannschaft, distanzierte sich von diesen Äußerungen. Saibous damalige Lebensgefährtin Alexandra Wester warf Wiedlich und Medien „Unwahrheiten und Beleidigungen“ vor. Sie und Saibou hätten nur „den Einschnitt in die Grundrechte wahrgenommen und dies hinterfragt“, so Wester gegenüber der Deutschen Presseagentur.
Ingo Weiss, Präsident des Deutschen Basketball Bundes (DBB), sagte laut Verband, er habe ein „sehr angenehmes“ Telefonat mit dem Spieler geführt. Saibou habe erklärt, dass er mit seinen Äußerungen zur Diskussion habe anregen wollen. „Ob das nun in Form und Art das Richtige war, darüber kann man sicher streiten“, teilte der DBB mit. „Andere Meinungen“ solle man aber „zulassen und auch aushalten“, hieß es seitens des Verbandes. Anfang August 2020 wurde Saibou von den Bonnern fristlos entlassen, die Mannschaftsführung gab „Verstöße gegen Vorgaben des laufenden Arbeitsvertrags als Profisportler“ als Grund an. Der Verein warf ihm unter anderem vor, bei einer Demonstration vorsätzlich gegen die Schutzregeln verstoßen zu haben und ein „permanentes Infektionsrisiko“ darzustellen. Saibou erläuterte, er habe ein „reines Gewissen bezüglich meines Verhaltens auf der Demonstration und auch bezüglich des Gebrauchs meines Grundrechts, der Meinungsfreiheit“. Er kündigte Mitte August 2020 an, gegen die fristlose Kündigung der Telekom Baskets Bonn zu klagen. Das Verfahren vor dem Arbeitsgericht Bonn endete im November 2020 mit einem Vergleich. Die Vorsitzende Richterin hatte zuvor als Vergleich die Zahlung von „neun Monatsgehälter für den zum Kündigungszeitpunkt noch elf Monate laufenden Vertrag“ vorgeschlagen. Die Parteien vereinbarten Stillschweigen über den Inhalt.

## Erfolge
- 2008: Deutscher Vizemeister NBBL
- 2009: Deutscher Meister NBBL
- 2010: November „ProB-Youngster des Monats“
- 2011, 2018, 2019: Deutscher Vizemeister
- 2021: Teilnahme an den Olympischen Spielen 2020 in Tokio